# Sportpark Am Hallo
Der Sportpark Am Hallo ist eine Sportanlage im Essener Stadtteil Stoppenberg. Der Sportpark besteht aus einem Fußballstadion mit Leichtathletikanlage sowie einer Sporthalle.

## Vorgänger
An gleicher Stelle war vorher schon ein Sportstadion mit Fußballplatz und Leichtathletikeinrichtungen sowie eine Dreifachsporthalle. Der Fußballplatz stammte aus der frühen Nachkriegszeit und die Halle aus den siebziger Jahren.

## Stadion
Der erste Spatenstich für die Anlage fand im August 1999 statt. Nach zweijähriger Bauzeit wurde es im August 2001 fertiggestellt. Für die Leichtathletik hat das Stadion alle nötigen Anlagen sowie acht Sprint- und sechs Rundbahnen. Der Rasenplatz wird außerdem für Fußball und American Football genutzt. Unter der Haupttribüne befinden sich noch eine 60 Meter lange Sprintbahn sowie Anlagen für Hoch-, Weit- und Dreisprung. Das Stadion hat ein Fassungsvermögen von rund 3800 Plätzen.
Der Hauptnutzer des Stadions ist die Essener Leichtathletik wie das LT Stoppenberg. Daneben wird der Platz von der Football-Mannschaft Assindia Cardinals genutzt. Der Zuschauerrekord datiert vom 8. April 2007, als 3750 Zuschauer das DFB-Pokalhalbfinale zwischen der SG Essen-Schönebeck und dem FCR 2001 Duisburg sahen.
Seit der Fertigstellung des Stadions Essen spielt die SG Essen-Schönebeck dort, und nicht mehr im Stadion Am Hallo.

## Sporthalle
Neben dem Stadion wurde eine Sporthalle gebaut, die 2578 Zuschauern Platz bietet. Hauptnutzer sind der Handballverein TUSEM Essen und der Basketballverein ETB Miners Essen. Am 3. Mai 2003 wurde die Halle durch das Bundesliga-Spiel zwischen dem TUSEM und GWD Minden eingeweiht. Im Januar 2018 erlitt die Halle einen Wasserschaden. Wie die Stadt feststellte, hatte sich als Folge unter dem Boden Schimmel gebildet. Der TUSEM musste daher mehrere Spiele der zweiten Liga 2018/19 in der innogy Sporthalle in Mülheim an der Ruhr mit 2500 Plätzen austragen. Die Reparaturarbeiten dauerten bis zum Ende September 2018.